# In Slumber
In Slumber ist eine österreichische Melodic-Death-Metal-Band aus Linz.

## Geschichte
Die Band wird im Winter 2002/03 von Wolfgang Rothbauer, dem Bandleader von Thirdmoon, als Nebenprojekt gegründet, bei dem sich ab Juni 2003 auch der damalige ThirdMoon-Schlagzeuger Johannes Jungreithmeier beteiligt. Gemeinsam spielen sie das Debütalbum „Stillborn Rebirth“ ein, das aus von Rothbauer geschriebenem Material besteht und sich thematisch mit dem Borderline-Syndrom beschäftigt. Gute Kritiken bringen zahlreiche Anfragen für Auftritte ein, worauf Wolfgang Rothbauer beschließt, eine richtige Band aus In Slumber zu machen. Er stellt ein fixes Line-Up zusammen, das schließlich aus Simon Öller und Robert Bogner an der Gitarre, Bassist Manuel Bauer und Schlagzeuger Markus Pointner besteht. In dieser Besetzung erfolgen in den nächsten Jahren zahlreiche Auftritte.
2004 gründet Rothbauer mit einigen Eisregen-Mitgliedern das Death-Metal-Projekt Eisblut, wo er als Leadgitarrist tätig ist. Auch die Arbeiten an einem weiteren Album für ThirdMoon verlangsamen die Arbeiten an neuem Material für In Slumber. Erst im Sommer 2006 gehen sie wieder ins Studio, wo Schlagzeug, Bass und Gesang aufgenommen werden. Gemischt und gemastert wird das Album anschließend im dänischen Aarhus durch Peter „Ziggy“ Siegfredsen und Tue Madsen. Eine Promo-CD bringt In Slumber Anfang 2007 dann einen Plattenvertrag bei Massacre Records ein, wo am 23. März 2007 dann das Album „Scars Incomplete“ veröffentlicht wird.

## Diskografie
- 2003: Stillborn Rebirth (CCP Records/SPV)
- 2007: Scars Incomplete (Massacre Records/Soulfood Music)
- 2009: Arcane Divine Subspecies (Twilight Zone Records)